# Peperomia delascioi
Peperomia delascioi är en pepparväxtart som beskrevs av J.A. Steyermark. Peperomia delascioi ingår i släktet peperomior, och familjen pepparväxter. Inga underarter finns listade i Catalogue of Life.